# Теплино
Теплино — деревня в Устюженском районе Вологодской области.
Входит в состав Никифоровского сельского поселения, с точки зрения административно-территориального деления — в Никифоровский сельсовет.
Расстояние до районного центра Устюжны по автодороге — 24 км, до центра муниципального образования посёлка Даниловское  по прямой — 9 км. Ближайшие населённые пункты — Выползово, Загорье, Ивановское.
Население по данным переписи 2002 года — 1 человек.